# Kirchen (Sieg)

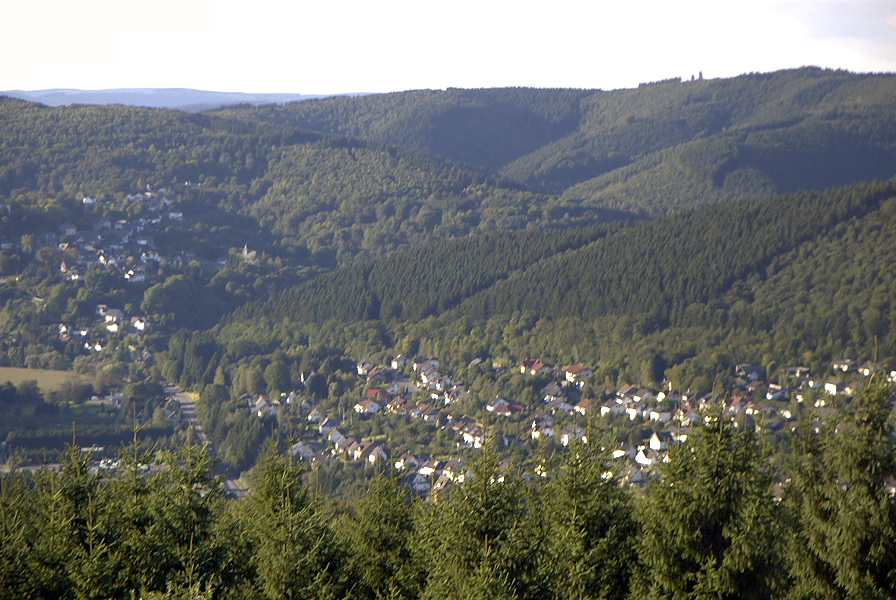
Widok na miasto

Kirchen (Sieg) – miasto w Niemczech, w kraju związkowym Nadrenia-Palatynat, w powiecie Altenkirchen, siedziba władz gminy związkowej Kirchen (Sieg).

## Polityka
W radzie miejskiej zasiada 24 radnych: CDU 14, SPD 6, FDP 2, Zieloni 2.
Miasto dzieli się na następujące dzielnice: Freusburg, Herkersdorf, Katzenbach, Kirchen, Offhausen, Wehbach i Wingendorf.

## Demografia
Liczby mieszkańców:
- 1815 – 1 784
- 1939 – 7 875
- 1965 – 10 115
- 1975 – 9 729
- 1985 – 8 992
- 1995 – 9 817
- 2005 – 9 147